# Kisses
Kisses (en español: Besos) es el cuarto álbum de estudio de la cantante y compositora brasileña Anitta. Fue lanzado el 5 de abril de 2019 a través de Warner Music Brasil. Es un álbum visual trilingüe, con canciones en español, inglés y portugués y un videoclip para cada pista. Recibió una nominación al premio Grammy Latino al mejor álbum de música urbana.

## Desarrollo
8 de las 10 canciones del álbum contienen colaboraciones con otros cantantes o raperos. Según la cantante, el hecho de combinar los tres idiomas en el álbum fue "arriesgado", mientras se inspiraba en Mariah Carey. El álbum fue producido por DJ Luian, João Para, Bruno Ilogti, Mambo Kingz, Papatinho, por la propia Anitta y DJ Alesso. Cada canción cuenta con un videoclip, por lo que se considera un álbum visual, explicando que tanto el álbum con los vídeos tuvieron un costo de 15 millones reales.

## Concepto y título
Kisses es un álbum trilingüe que incluye diez canciones en inglés, español y portugués, que Anitta considera el lanzamiento "más arriesgado" de su carrera. Fue en abril de 2019, cuando se lanzó el álbum, que había estado en producción durante más de un año, "cada pista fue cuidadosamente elaborada con un propósito".
Anitta comentó que además de las diez canciones, se presentarán "diez Anittas diferentes" en el proyecto, y explicó: "Pronto las conocerán todas en Kisses , el álbum es trilingüe y es muy especial y estoy trabajando para hacerlo". Todo perfecto, espero que os guste a todos y os divirtáis conmigo". También le dijo a Entertainment Tonight que su idea era mostrarle al mundo sus diez personalidades y lo versátil que puede ser como persona. Mariah Carey, Rihanna, Beyoncé, Ariana Grande y Cardi B fueron nombradas por Anitta como sus principales inspiraciones mientras trabajaba en el álbum.
Para el título del álbum, Anitta quería una palabra "que puedan ser [cosas] diferentes pero ser la misma". Originalmente tenía la intención de llamar al álbum Anittas, pero la idea fue descartada porque sintió que era "demasiado literal". El título Kisses fue finalmente sugerido por el director creativo del álbum, Giovanni Bianco, quien también se refirió a la noticia de que Anitta habría besado a varias celebridades durante el Carnaval de 2019.

## Grabación y producción
El álbum y sus videos musicales fueron grabados y producidos con un costo total de aproximadamente BRL 15 millones, de los cuales Anitta pagó "un poco más de BRL 10 millones" y el resto lo pagó su sello Warner Music.
Según Anitta, la colaboración con Snoop Dogg en el tema Onda Diferente ocurrió después de que el rapero la llamara después de ver Vai Anitta, su docu-serie biográfica producida y lanzada en Netflix, para felicitarla por ello. Su colaboración con el cantante brasileño Caetano Veloso ocurrió después de que el dúo y Gilberto Gil actuaran juntos en la ceremonia de apertura de los Juegos Olímpicos de Verano de 2016. Ella afirma que su difunto abuelo era un gran admirador de Veloso y el hecho de que grabara una canción con este último fue un honor.

## Lista de canciones
| Kisses |                                                               |          |  |
| N.º    | Título                                                        | Duración |  |
| 1.     | «Atención»                                                    | 2:40     |  |
| 2.     | «Banana» (con Becky G)                                        | 3:15     |  |
| 3.     | «Onda diferente» (junto con Ludmilla, Snoop Dogg y Papatinho) | 2:40     |  |
| 4.     | «Sin miedo» (junto con DJ Luian y Mambo Kingz)                | 3:11     |  |
| 5.     | «Poquito» (junto con Swae Lee)                                | 2:55     |  |
| 6.     | «Tú y yo» (junto con Chris Marshall)                          | 3:26     |  |
| 7.     | «Get to Know Me» (junto con Alesso)                           | 2:42     |  |
| 8.     | «Rosa» (junto con Prince Royce)                               | 2:46     |  |
| 9.     | «Juego»                                                       | 3:12     |  |
| 10.    | «Você mentiu» (junto con Caetano Veloso)                      | 2:59     |  |
| 29:46  |                                                               |          |  |

## Posicionamiento en listas
| Listas (2019)                      | Mejor posición |
| ---------------------------------- | -------------- |
| España (Top 100 Streaming Álbumes) | 46             |
| Estados Unidos (Top Latin Albums)  | 16             |
| Estados Unidos (Latin Pop Albums)  | 4              |